# Karl-Heinz Moehle
Karl-Heinz Moehle (* 31. Juli 1910 in Norden; † 27. November 1996 in Ahrensburg) war ein deutscher Marineoffizier der Reichsmarine und der Kriegsmarine, zuletzt im Rang eines Korvettenkapitäns.

## Militärische Laufbahn
Feindfahrten
U 20
1. 24. August 1939 bis 20. September 1939
2. 29. September 1939 bis 17. Oktober 1939
3. 18. November 1939 bis 24. November 1939 (1 Schiff mit 3.114 BRT durch ausgelegte Mine versenkt, dabei 37 Überlebende)
4. 7. Dezember 1939 bis 13. Dezember 1939 (2 Schiffe mit 3.013 BRT durch Torpedo versenkt sowie 1 Schiff mit 4.815 BRT durch ausgelegte Mine versenkt, dabei 36 Tote und 37 Überlebende)
5. 6. Januar 1940 bis 16. Januar 1940 (1 Schiff mit 1.524 BRT durch Torpedo versenkt, dabei 20 Tote und keine Überlebenden)

U 123
1. 21. September 1940 bis 23. Oktober 1940 (6 Schiffe mit 25.878 BRT durch Torpedo versenkt, dabei 35 Tote und 186 Überlebende)
2. 14. November 1940 bis 28. November 1940 (6 Schiffe mit 27.895 BRT durch Torpedo versenkt, dabei 187 Tote und 71 Überlebende)
3. 14. Januar 1941 bis 28. Februar 1941 (4 Schiffe mit 22.186 BRT durch Torpedo versenkt, dabei 164 Tote und keine Überlebenden)
4. 10. April 1941 bis 11. Mai 1941 (1 Schiff mit 6.991 BRT durch Torpedo versenkt, dabei 49 Tote und keine Überlebenden)

Moehle trat am 1. April 1930 in die Reichsmarine ein und wurde dort bis zum 30. Juni 1930 der II. Schiffsstammdivision der Ostsee in Stralsund zugeteilt. Dort sowie anschließend absolvierte er die übliche militärische Ausbildung, die er am 19. Juli 1934 als Oberfähnrich zur See beendete. Anschließend war er Wachleutnant auf der Schleswig-Holstein und vom 1. Juli 1935 bis zum 29. März 1936 im Rang eines Leutnants zur See, Zugoffizier bei der I. Abteilung der Schiffsstammabteilung der Ostsee in Kiel. Zum 30. März 1936 wechselte Moehle zur U-Boot-Waffe über und absolvierte einen Lehrgang für U-Wachoffiziere. Nach seiner Ernennung zum Oberleutnant zur See am 1. Juni wurde Moehle am 20. Dezember 1936 Wachoffizier auf U 5 sowie später in gleicher Funktion auf U 32.
Nach der Baubelehrung für U 20 im April 1937 wurde Moehle am 1. Oktober dessen Kommandant. Mit U 20 lief Moehle zu fünf Einsatzfahrten aus, wobei er fünf Schiffe mit 12.466 BRT versenken konnte und das Eiserne Kreuz II. Klasse erhielt. Dabei gab es 56 Tote. Am 17. Januar 1940 gab er sein Kommando über U 20 ab und wurde vom 18. Januar bis zum 29. Februar bei der 1. U-Flottille mangels Kommandantenposten „zur Verfügung gehalten“.
Von März bis Ende Mai erfolgte Moehles Delegierung zur Baubelehrung von U 123, dessen Kommandant er zum 30. Mai wurde. Mit U 123 lief Moehle bis zum 11. Mai 1941 zu vier Einsatzfahrten, wobei er 17 Schiffe mit 63.050 BRT versenken konnte. Dabei gab es 435 Tote. Für seine Versenkungserfolge wurde ihm am 24. Oktober 1940 das Eiserne Kreuz I. Klasse und am 11. Februar 1941 das Ritterkreuz des Eisernen Kreuzes verliehen. Am 16. Mai 1941 gab Moehle das Kommando von U 123 ab. Moehle diente vom 6. Juni 1941 bis Kriegsende als Flottillenchef der 5. U-Flottille.
Am 8. Mai 1945 kam Moehle in britische Kriegsgefangenschaft. Als die Ergebnisse des Eck-Prozesses im Rahmen des Nürnberger Prozesses in der Verhandlung gegen Karl Dönitz vorgelegt wurden, sagte Karl-Heinz Moehle gegen seinen vormaligen Vorgesetzten aus. Der ehemalige Flottillenchef der 5. Flottille gab an, dort gegenüber dem kurz vor dem Auslaufen stehenden U-Bootkommandanten hinsichtlich des Laconia-Befehls zum Ausdruck gebracht zu haben, Überlebende von Versenkungen seien zu töten. Aufgrund dieser Zeugenaussage wurde Moehle selbst angeklagt und am 16. Oktober 1946 vor einem britischen Militärgericht in Hamburg zu fünf Jahren Haft verurteilt. Am 8. November 1949 wurde Moehle vorfristig aus britischer Haft entlassen.

## Familie
Karl-Heinz Moehle war verheiratet mit Erika geb. Hoffmann von Hoffmannswaldau, mit der er mehrere Kinder hatte. Für sie erfolgte gemäß Urkunde des Ministeriums des Innern in Kiel vom 20. Januar 1949 eine Namensänderung in „Moehle von Hoffmannswaldau“.

## Auszeichnungen
- Dienstauszeichnung IV. Klasse am 2. Oktober 1936
- Medaille zur Erinnerung an den 1. Oktober 1938 am 20. Dezember 1939
- U-Boot-Kriegsabzeichen (1939) am 17. Oktober 1939
- Ritterkreuz des Ungarischen Verdienstordens am 19. Dezember 1939
- Eisernes Kreuz (1939) II. und I. Klasse am 23. September 1939 bzw. 24. Oktober 1940
- Ritterkreuz des Eisernen Kreuzes am 26. Februar 1941
- Italienisches Kriegskreuz mit Schwertern am 1. November 1941
- Kriegsverdienstkreuz (1939) II. und I. Klasse mit Schwertern am 1. September 1944 bzw. 30. Januar 1945
- Deutsches Kreuz in Silber am 1. Mai 1945
- zweifache Nennung im Wehrmachtbericht am 19. Oktober 1940 und 24. Februar 1941